# Capilla del castillo de Lubin

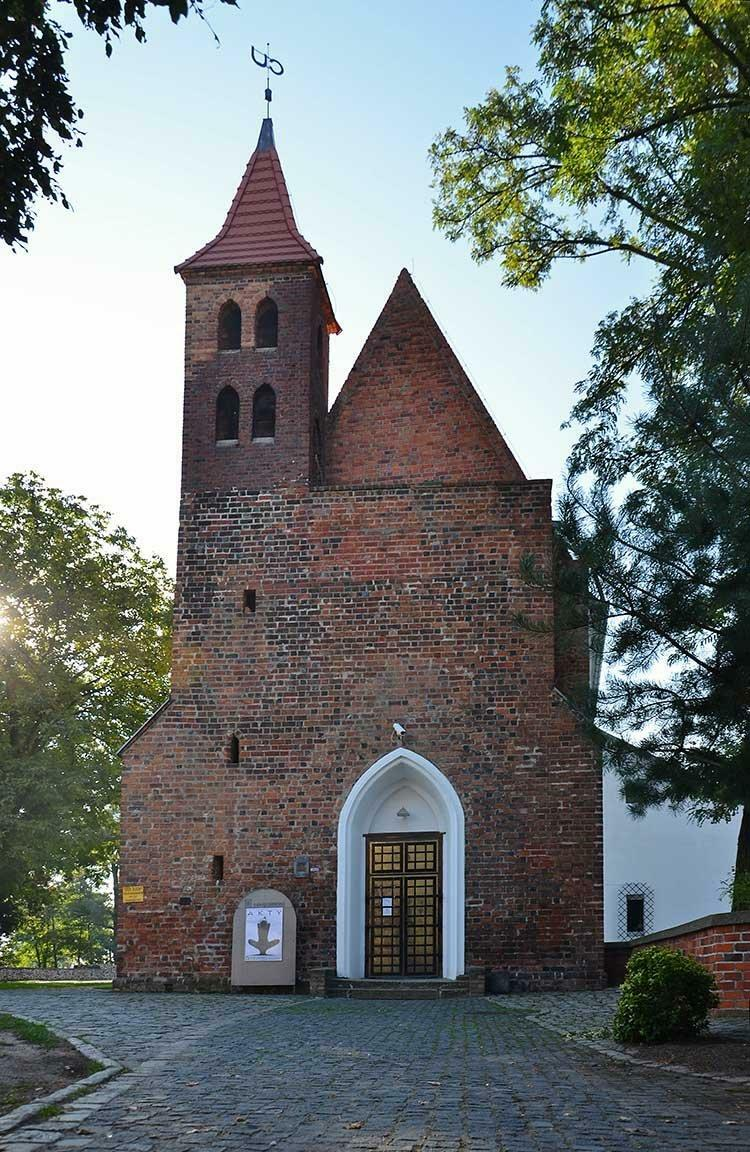
Capilla del castillo de Lubin, vista frontal

Capilla del castillo de Lubin – ubicada en la calle Mikołaja Pruzi en la Colina del Castillo (Wzgórze Zamkowe). La capilla constituye el único elemento que se ha conservado del antiguo castillo medieval (originalmente, se encontraba junto a la puerta de entrada en el patio del castillo). La fecha inscrita en el tímpano – 1349 – indica el momento de la construcción. En el siglo XIV tenía 3 altares. La capilla fue destruida durante la Guerra de los Treinta Años, reconstruida en el siglo XVIII y volvió a caer en ruinas. Después de la reconstrucción a mediados del siglo XIX  servía a los católicos hasta el año 1908 y luego albergaba una biblioteca diocesana. En 1945 el edificio fue incendiado. Después de la guerra el edificio sin techo seguía deteriorándose con el paso del tiempo. A finales de los años setenta del siglo XX la edificación, por fin, fue renovada. Inicialmente, la capilla fue administrada por la Oficina de Exposiciones de Arte de Legnica (Biuro Wystaw Artystycznych w Legnicy). Después de la reforma, el edificio se convirtió en la Galería del Castillo en 1990. En los años 2005-2009 se llevaron a cabo más obras de renovación. 

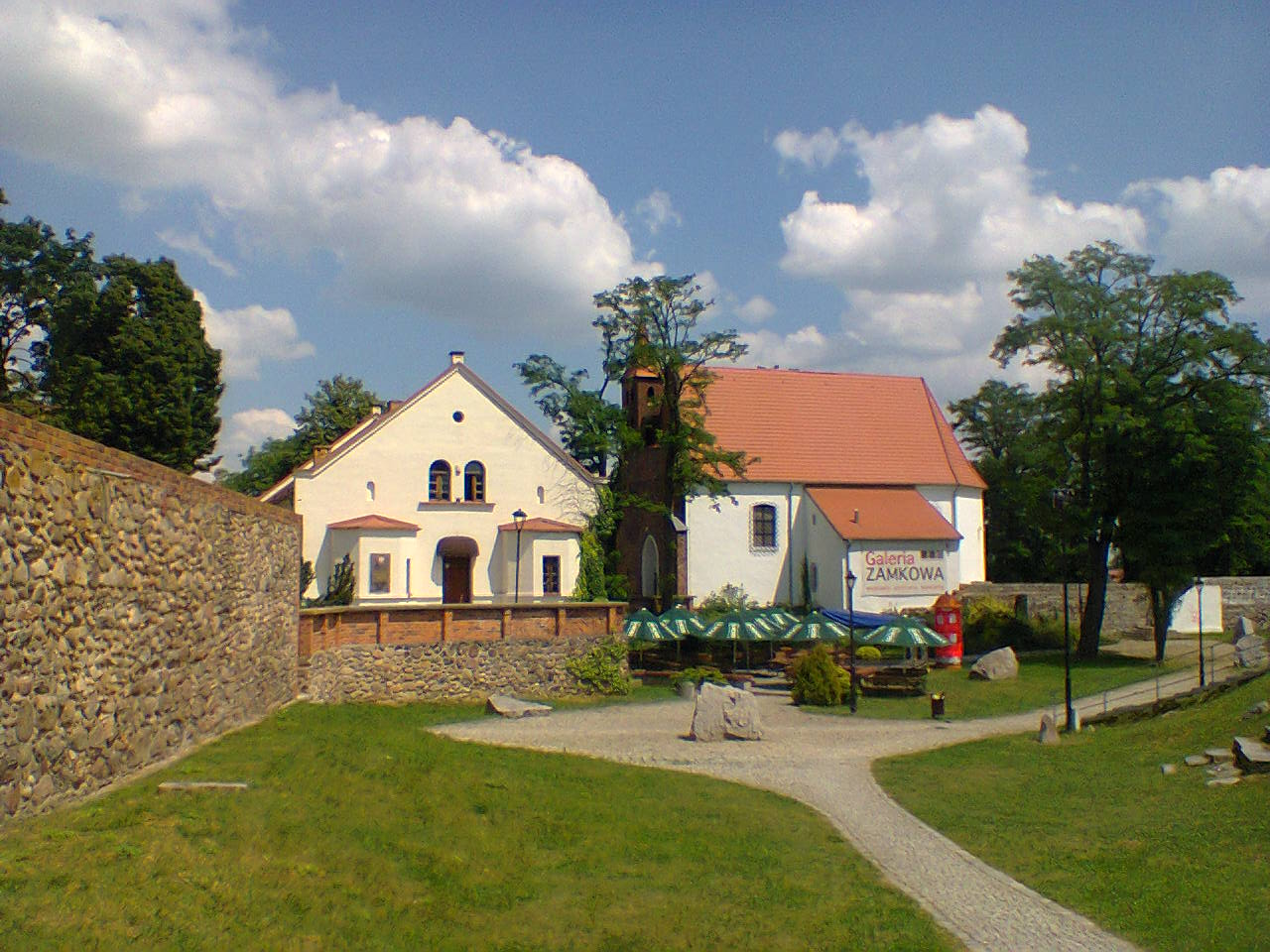
Galería de Jadwiga y capilla del castillo

Es posible que el tempo (en la proyección de 13,5 x 8,1 metros y con un espesor de pared de un 1,2 metro) no tuviera un presbiterio separado. Era un edificio con techo plano y la entrada principal por el lado norte. La reedificación barroca amplió la capilla y el presbiterio desde el sur por dos anexos. En todo el edificio fueron tallados grandes ventanales, cubiertos con yeso y un techo alto a dos aguas.  

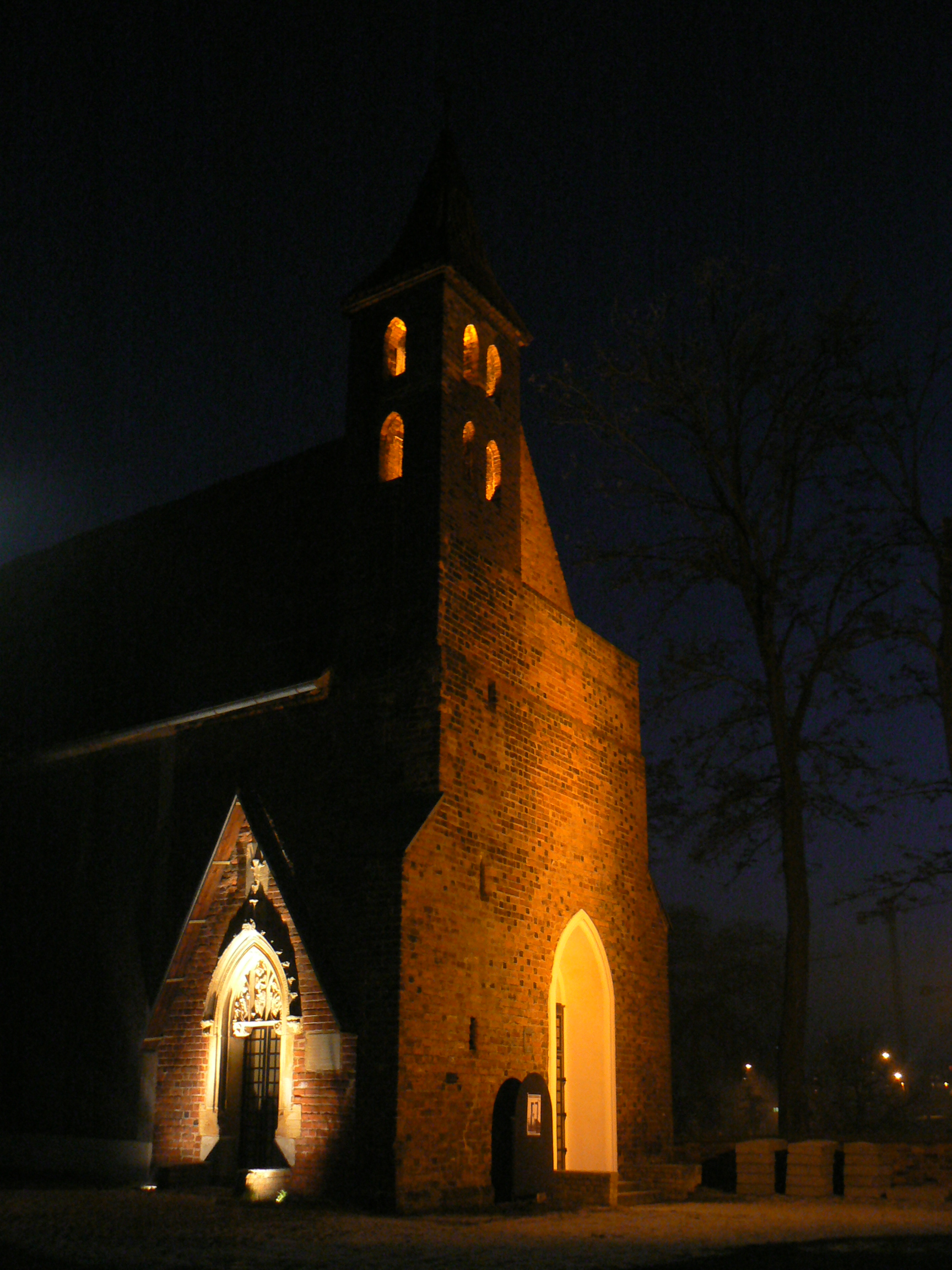
Iluminación de la capilla

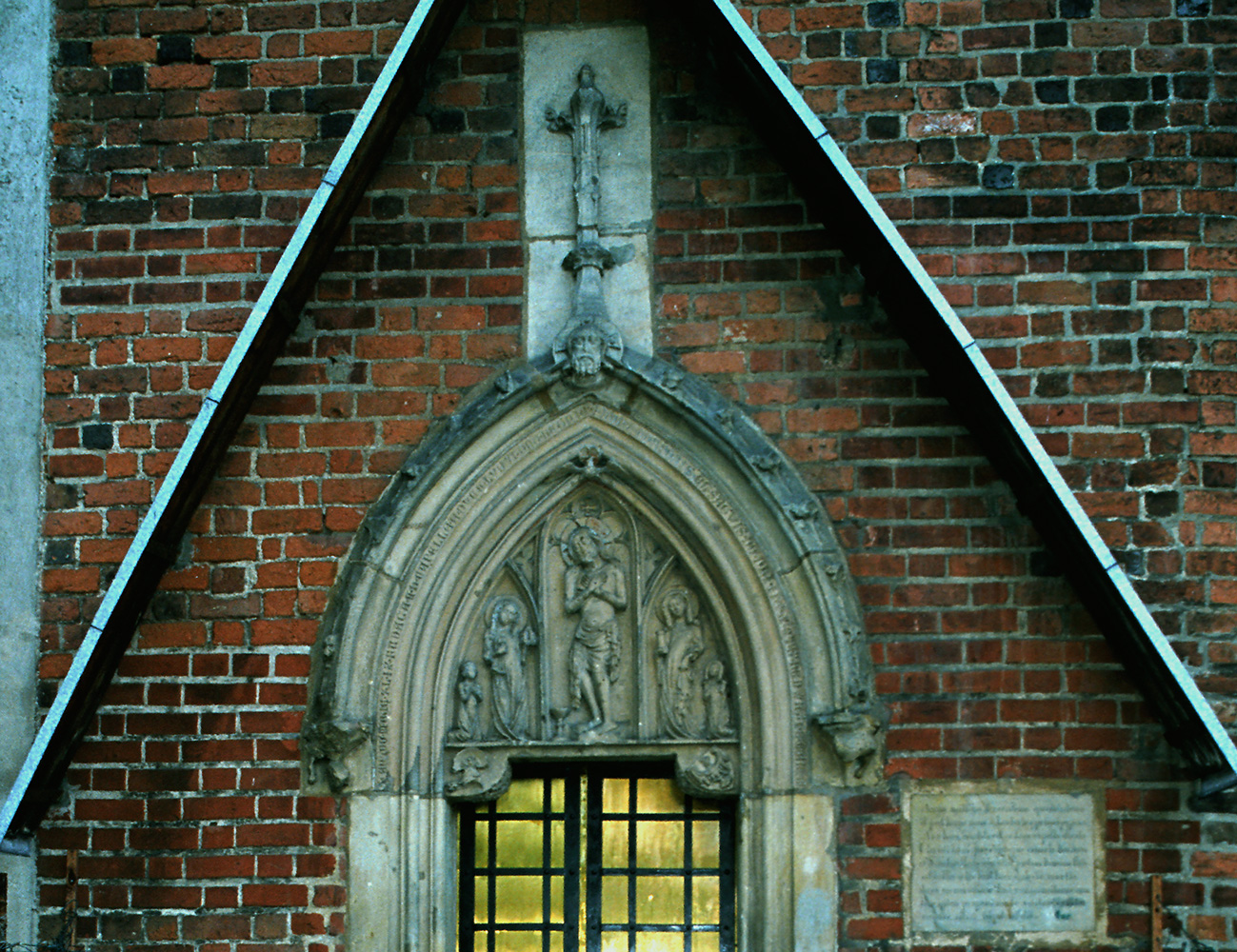
Tímpano del portal norte

El más valioso es el tímpano sobre el portal norte de 1349, en el que se muestran: Varón de dolores (Cristo doliente) en el centro, situado entre Santa Eduvigis y Santa Magdalena. El bajorrelieve, delimitado por los arcos, presenta de una forma gráfica una escena de adoración, dividida entre tres arcadas. En el centro se encuentra el Varón de dolores, inclinado ligeramente hacia la izquierda. Conforme a la representación medieval de la jerarquía, las figuras de Santa Eduvigis (a la izquierda) y Santa Magdalena (a la derecha), como menos importante, fueron presentadas por el artista en proporciones menores. A los pies de estos santos, el príncipe Luis I de Brzeg (bajo el patrocinio de su bisabuela Santa Eduvigis) se arrodilla en una representación aún más pequeña, y en el lado opuesto, se encuentra su esposa la princesa Agnieszka Żagańska. En el arco de la arquivolta, que delimita el espacio del tímpano, aparece el símbolo del Espíritu Santo en la parte de arriba y también una inscripción de fundación en latín. La traducción dice: En el año de nuestro Señor de 1349, esta capilla fue fundada por el Príncipe Luis I de Brzeg, Señor de Legnica, para la gloria del cuerpo y la sangre de nuestro Señor Jesucristo, Santa Eduvigis y Santa María Magdalena. La arquivolta exterior, apoyada sobre grandes ménsulas, está decorada con ornamentos ya muy deteriorados. La parte superior de los arcos está unida por una llave con la cabeza de Cristo. La escultura del tímpano está bellamente diseñada: los pliegues naturales y decorativos de las túnicas y las figuras ligeramente inclinadas, nos permiten considerar esta obra como un ejemplo del estilo suave de la escultura gótica de Silesia. 